# Bernhard Dawson
Bernhard Hildebrandt Dawson, född den 21 september 1890 i Kansas City, Missouri, död den 18 juni 1960, var en argentinsk astronom.
Dawson avlade sin grundexamen vid University of Michigan 1916. Från 1913 arbetade han vid La Plata-observatoriet i Argentina. År 1933 blev han filosofie doktor vid University of Michigan på avhandlingen The System Beta 1000 Plus Delta 31. Dawson var professor vid Faculdad de Ingeniería de San Juan 1948–1955.
Hans astronomiska undersökningar omfattade dubbelstjärnor, variabla stjärnor, ockultationer, asteroider och kometer. Den 8 november 1942 kan han ha upptäckt Nova Puppis 1942.

## Eftermäle
Asteroiden 1829 Dawson uppkallades efter honom, liksom månkratern Dawson.